# Adolfína Tkačíková-Tačová
Adolfína Tkačíková-Tačová (Ostrava, República Checa, 19 de abril de 1939) fue una gimnasta artística checoslovaca, que ganó dos medallas de plata en el concurso por equipo en las Olimpiadas de Roma 1960 y Tokio 1964.

## Carrera deportiva
En las Olimpiadas de Roma 1960 gana la plata por equipos, tras las soviéticas y por delante de las rumanas, y siendo sus compañeras de equipo: Eva Bosáková, Věra Čáslavská, Matylda Matoušková, Hana Růžičková y Ludmila Švédová. 
Cuatro años después vuelve a contribuir a que su equipo gana la plata en las Olimpiadas de Tokio 1964, en esta ocasión de nuevo tras las soviéticas pero las terceras fueron las japonesas.